# Bruno Groß
Bruno Groß (* 6. Januar 1900 in Lotterfeld, Kreis Braunsberg, Ostpreußen; † Juni 1946 in Tscheboksary) war ein deutscher römisch-katholischer Geistlicher und Märtyrer.

## Leben
Bruno Groß, Sohn eines Lehrers, wurde am 10. Februar 1924 in Frauenburg zum Priester geweiht. Nach kurzem Wirken in Queetz (Kreis Heilsberg) ging er mit einem Stipendium nach Rom, studierte dort und wurde in Kirchenrecht promoviert. Ab 1931 war er, bei gleichzeitiger Tätigkeit im Generalvikariat, in Frauenburg Domvikar, ab 1940 Ordinariatsrat und ab März 1944 Domherr.
Im Februar 1945 wurde er von der Roten Armee festgenommen und in das Dorf Narusa/Narz bei Frauenburg gebracht. Von dort wurde er über Insterburg in ein Speziallager bei Kanasch (westlich Kasan) verschleppt, wo er in einer Waggonfabrik arbeiten musste. Er hielt Andachten für die Lagerinsassen ab und wurde dafür mit Essensentzug und Lagerbunker bestraft. Im Mai 1946 wurde er nach Tscheboksary (nordwestlich Kasan) verlegt, um in einer Elektrofabrik zu arbeiten. Er erkrankte und starb Ende Juni 1946. Er war 46 Jahre alt. Begraben wurde er in einem Massengrab am Rande der Stadt.

## Gedenken
Die Römisch-katholische Kirche in Deutschland hat Bruno Groß als Märtyrer aus der Zeit des Nationalsozialismus in das deutsche Martyrologium des 20. Jahrhunderts aufgenommen.